# Södertälje havsbad
Södertälje havsbad (även Nya Strandbadet) var en kallbadanläggning i Södertälje i Södermanland och Stockholms län.
Platsen där badet är beläget benämns ofta Björkudden. Viken där den ligger kallas Sandviken. Området är i dag huvudsakligen en del av Södertäljes hamnområden. Över området går sedan 1995 Igelstabron.

## Historia
Badhuset inklusive tillhörande anläggning uppfördes 1904. Efter att det moriska badhuset på Södertelge Badinrättning i stadens centrala delar brann ned 1903 diskuterades att flytta hela badinrättningen till Näset, där även ett strandbad kunde anläggas.
Bygget påbörjades efter beslut i Stadsfullmäktige. Flytande fundament byggdes på isen under vintern 1904. När isen smälte sjönk dessa och utgjorde grund för badpaviljongen. Anläggningen döptes först till Nya Strandbadet, men kom snart att ändra namn till Havsbadet. Södertälje havsbad var mycket populärt, och byggdes ut i flera omgångar. Soliga och varma sommardagar kunde badet ofta få över 3000 besökare.
Det fanns en bassäng för damer (åt öster) och en för herrar. Anläggningen hade också hopptorn.
Invid strandbadet fanns ett café vid namn Björkudden, som 1922 byggdes om och utökades till restaurang. Initiativet till expansionen togs under restauratören Carl Spannerts tid. Arkitekten Tore E:son Lindhberg ritade en förnämlig restaurang med flera avdelningar. Till restaurangen hörde även en dansbana. Till dansbanan kunde även icke-matgäster komma om de köpte dansbiljetter.
I mitten av 1930-talet tillkom även en byggnad med separat servering där besökare kunde köpa kaffe och liknande. I närheten av Havsbadet fanns även en minigolfbana.
Badets absoluta storhetstid var under 1930-talet. Vid tiden stannade badtåg vid den närbelägna Södertälje havsbad station. Många besökare från Stockholm köpte speciella utflyktspaket där tågresa tur och retur till Södertälje havsbad station, inträde till badet, samt ett mål mat med kaffe ingick.
Badförbud infördes 1950, efter vattnet ansetts hälsovådligt. Efter att Södertäljes containerhamn börjat expandera under början av 1960-talet började marken gradvis tas i anspråk för sjöfart. 1969 revs slutligen havsbadet inklusive dess hopptorn.
Restaurang Björkudden fortsatte drivas fram till 1960-talet. Efter att restaurangverksamheten lades ner disponerade kommunen byggnaden. Den kom slutligt att rivas 1973.

## Bilder

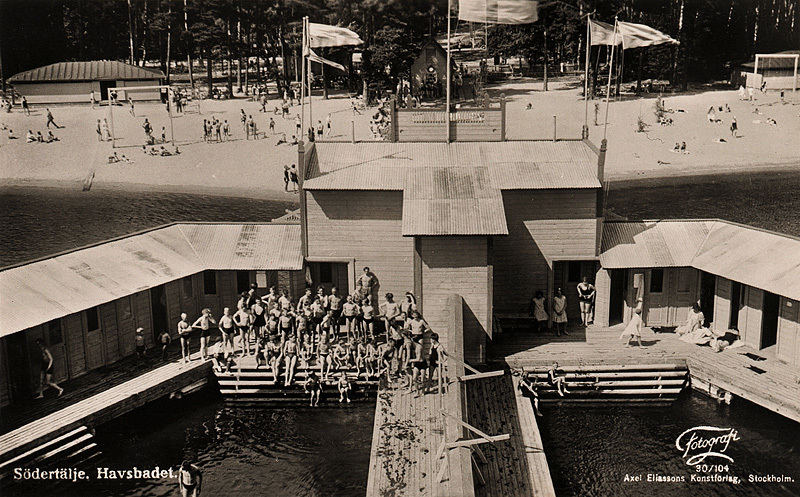
Badgäster på insidan av havsbadet. Det fanns separat herr- och dambassäng
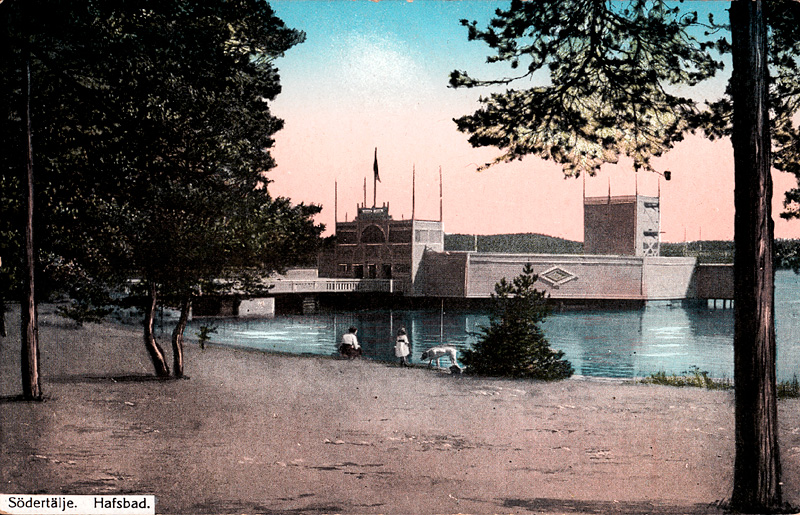
Färgbild på havsbadet från stranden
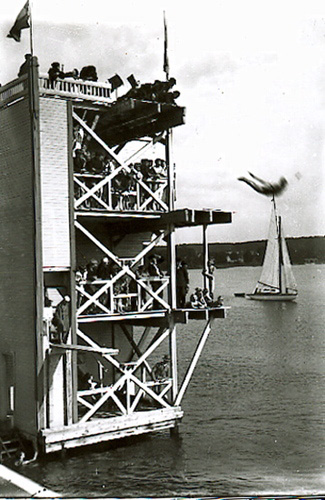
Hopptorn med badgäster
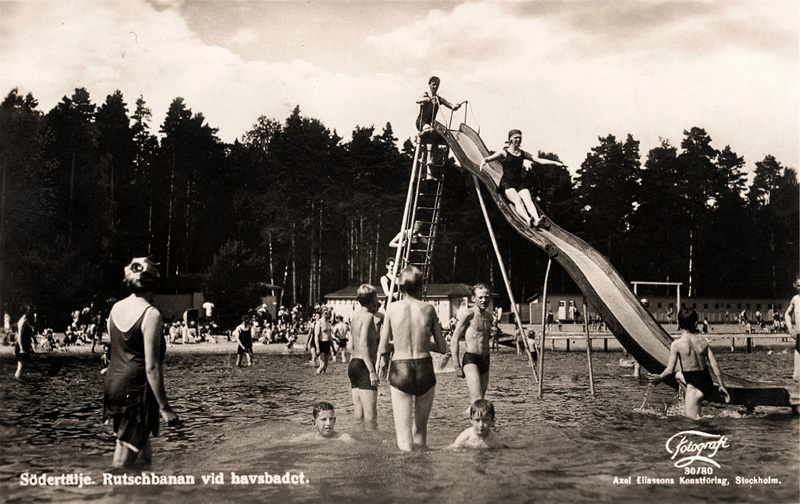
Rutschbanan med badgäster från vattnet
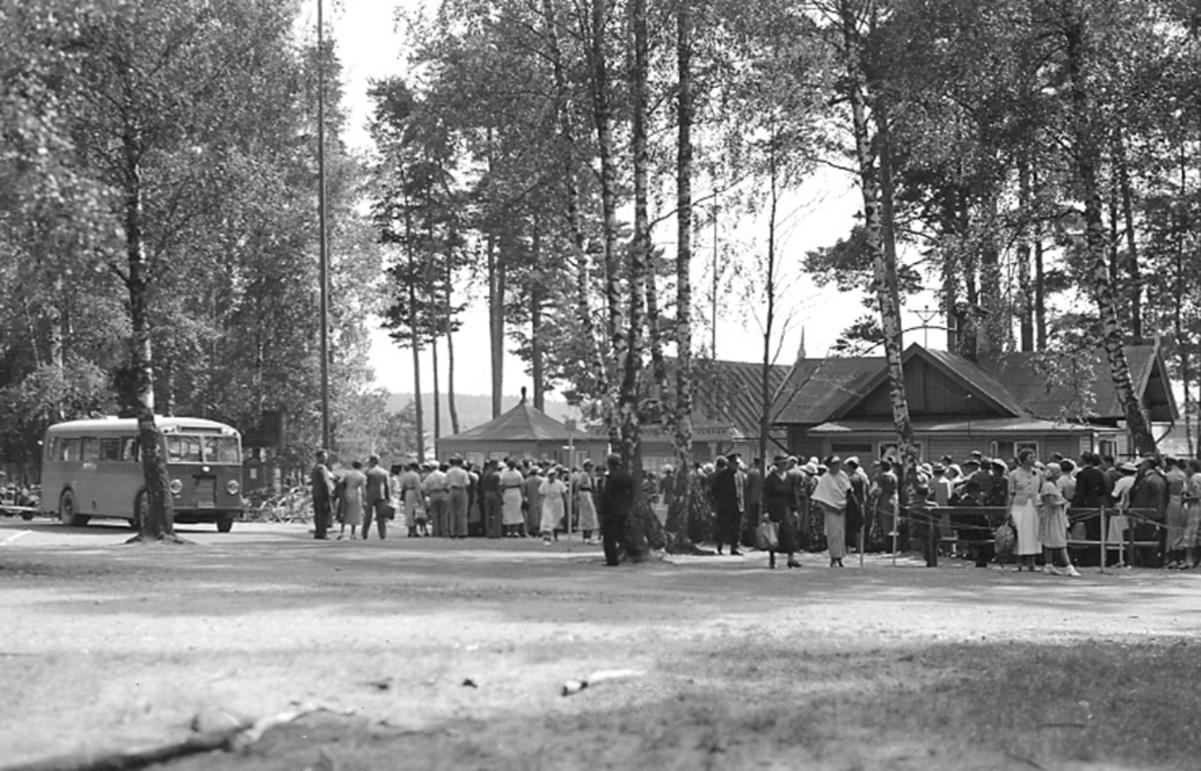
Entrén från utsidan. I bild syns den mindre byggnaden med ingångskassan, samt den lite högre där kaffe och liknande såldes

### Området

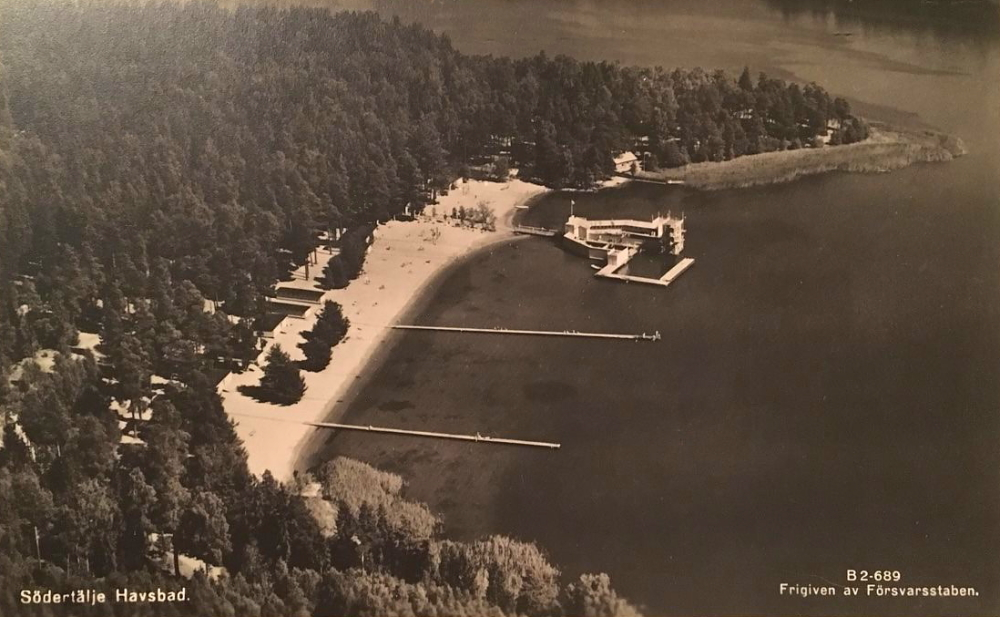
Flygfoto över stranden och badhuset
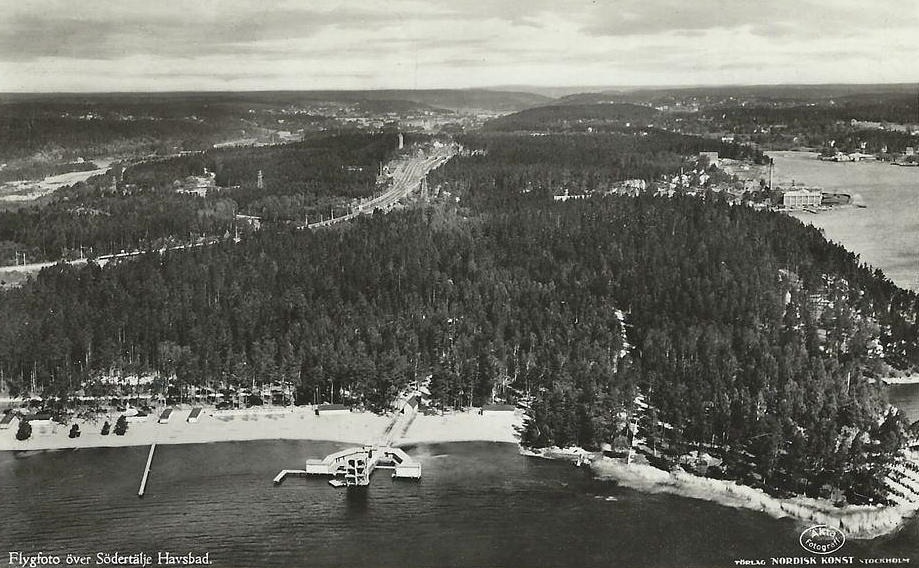
Flygfoto mot nord. I bakgrunden syns järnvägsspåret där Södertälje havsbad station låg. Stadens centrala delar syns i horisonten
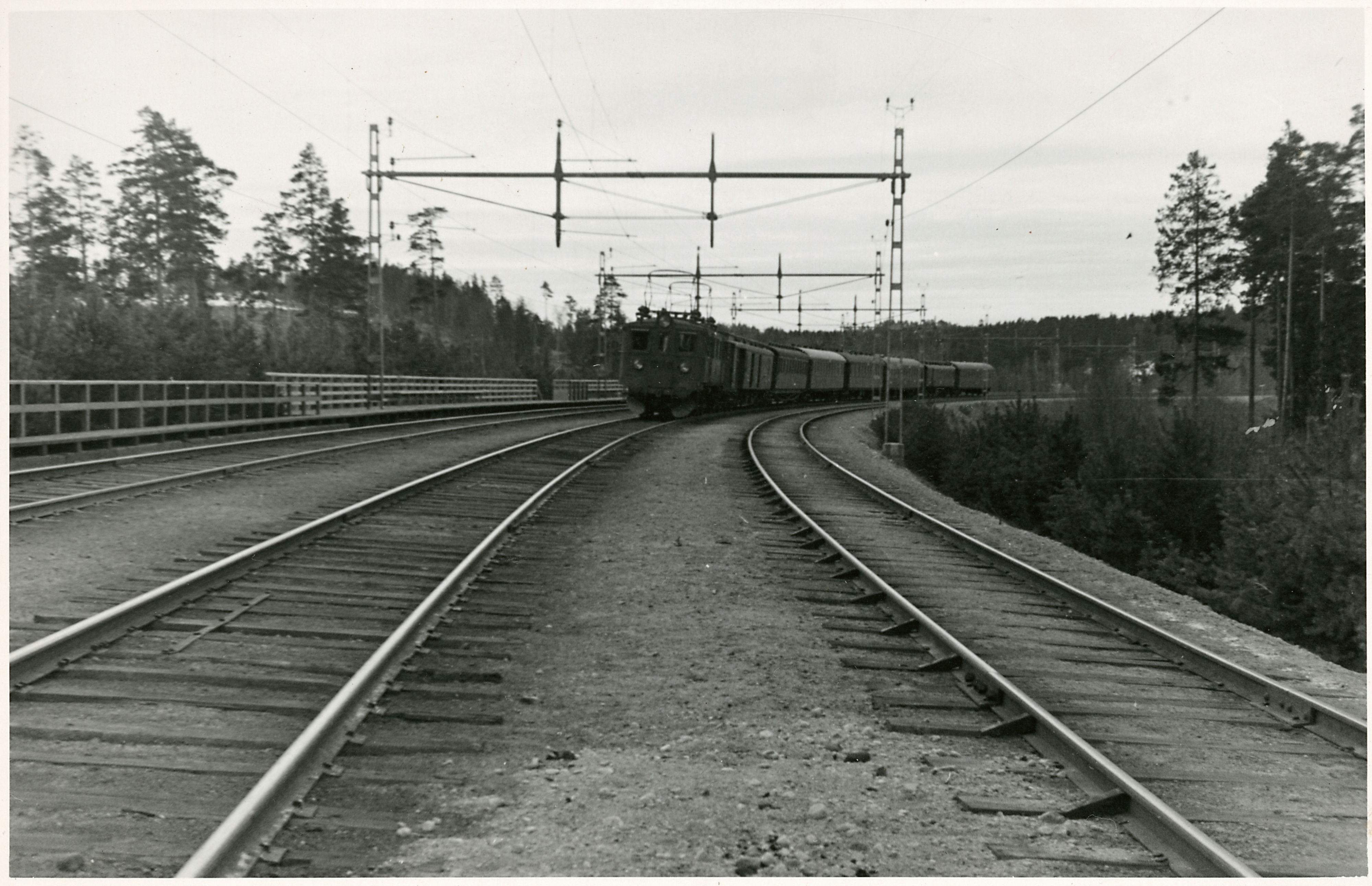
Till Södertälje havsbad station gick badtåg för besökare till badet
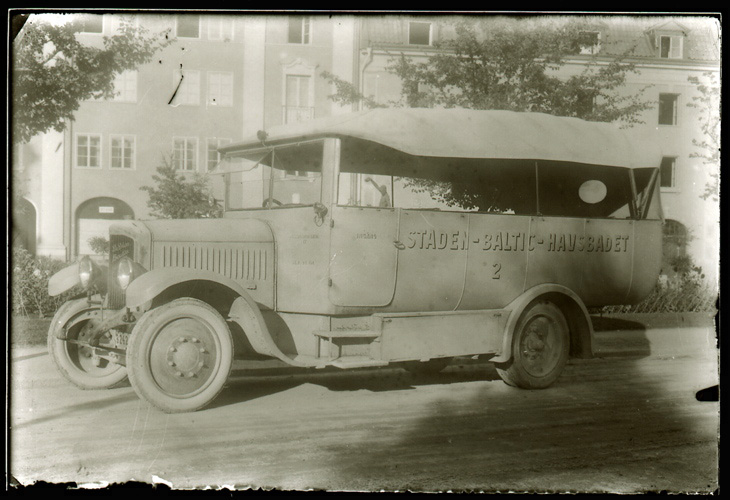
Lokalbuss som trafikerade sträckan från Södertälje stadskärna via AB Baltic. Fotograferad på Saltsjötorget

### Restaurant Björkudden

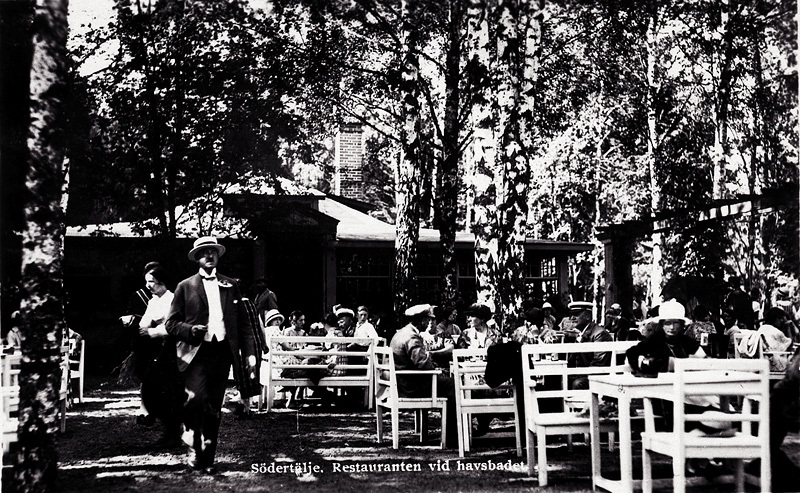
Matgäster på Restaurant Björkudden
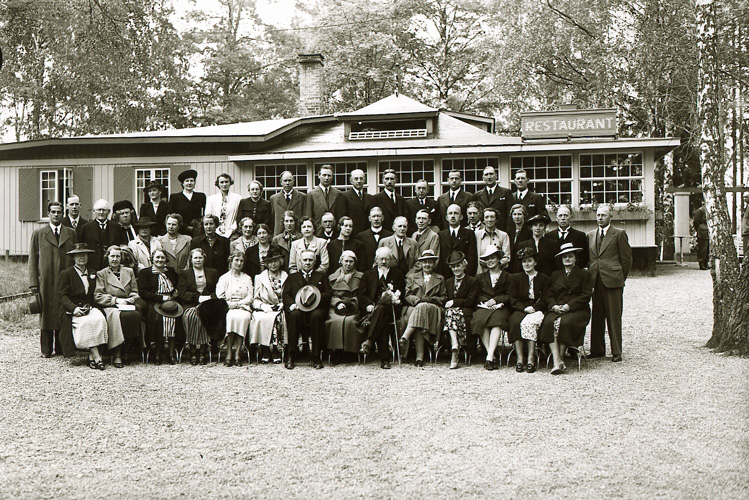
Läroverkets lärare gör utflykt till restaurangen
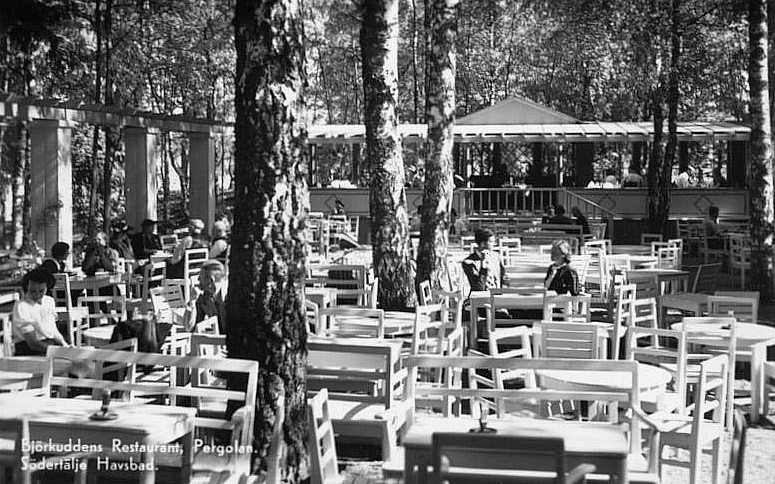
Pergolan till Restaurant Björkudden